# Triclisia macrophylla
Triclisia macrophylla är en tvåhjärtbladig växtart som beskrevs av Oliver. Triclisia macrophylla ingår i släktet Triclisia och familjen Menispermaceae. Inga underarter finns listade i Catalogue of Life.